# NGC 6555
NGC 6555 је спирална галаксија у сазвежђу Херкул која се налази на NGC листи објеката дубоког неба.
Деклинација објекта је + 17° 36' 17" а ректасцензија 18h 7m 49,0s. Привидна величина (магнитуда) објекта NGC 6555 износи 12,3 а фотографска магнитуда 13,0. Налази се на удаљености од 33,9000 милиона парсека од Сунца. NGC 6555 је још познат и под ознакама UGC 11121, MCG 3-46-15, CGCG 113-22, IRAS 18056+1735, PGC 61432.